# Soh Chin Aun
Soh Chin Aun (chiń. upr. 苏进安; chiń. trad. 蘇進安; pinyin Sū Jìn’ān; ur. 28 lipca 1950 w Alor Gajah) – malezyjski piłkarz pochodzenia chińskiego, grający na pozycji obrońcy, reprezentant kraju, olimpijczyk, trener, polityk, działacz piłkarski.
Reprezentował barwy Malakki United (mistrzostwo Malezji) i FA Selangor (6-krotny zdobywca Pucharu Malezji).
Z reprezentacją Malezji uczestniczył w turnieju olimpijskim 1972, Pucharze Azji 1980, zdobył brązowy medal igrzysk azjatyckich 1974, dwukrotnie złoty medal igrzysk Azji Południowo-Wschodniej (1977, 1979), a także 4-krotnie zdobył Pestabola Merdeka, dwukrotnie Puchar Króla Tajlandii oraz w 1970 roku wygrał Jakarta Anniversary Tournament. Rekordzista świata względem liczby rozegranych meczów w reprezentacji – 195 meczów według FIFA (według IFFHS oraz RSSSF rozegrał 219 meczów). Razem z Mokhtarem Daharim, R. Arumugamem i Santokh Singhem stanowił najlepszą reprezentację Malezji wszech czasów.
W trakcie kariery piłkarskiej zyskał pseudonim Tauke oraz Towkay (pol. Szef).
Jako trener prowadził Malakkę United oraz był menedżerem reprezentacji Malezji.

## Kariera piłkarska
Soh Chin Aun karierę piłkarską rozpoczął w 1969 roku w juniorach Malakki United, w której w tym samym roku przeszedł do profesjonalnej drużyny, w której grał do 1970 roku. Następnie w latach 1971–1978 reprezentował barwy FA Selangoru, z którym 6-krotnie zdobył Puchar Malezji (1971, 1972, 1973, 1975, 1976, 1978). W 1979 roku wrócił do Malakki United, z którą w sezonie 1983 zdobył mistrzostwo Malezji. W 1985 roku zakończył karierę piłkarską. 29 czerwca 1988 roku wrócił do klubu jako kapitan na mecz ligowy z FA Singapore, by rozegrać swój pożegnalny mecz.

## Kariera reprezentacyjna
Soh Chin Aun w latach 1969–1984 w reprezentacji Malezji rozegrał 195 meczów, w których zdobył 13 goli. Debiut zaliczył 19 listopada 1969 roku w Bangkoku z zremisowanym 2:2 meczu z reprezentacją Tajlandii w ramach Pucharu Króla Tajlandii 1969. W 1970 roku z Tygrysami Malajskimi wygrał Jakarta Anniversary Tournament, turniej organizowany z okazji utworzenia w tym samym roku rządu Dżakarty.
Z Tygrysami Malajskimi zdobył brązowy medal igrzysk azjatyckich 1974 w Teheranie. Zdobył także dwukrotnie złoty medal igrzysk Azji Południowo-Wschodniej (1977, 1979), dwukrotnie Puchar Króla Tajlandii (1972, 1978 oraz 4-krotnie Pestabola Merdeka (1973, 1974, 1976, 1979).
W 1980 roku uczestniczył w Pucharze Azji 1980 w Kuwejcie. Na turnieju zagrał we wszystkich 4 meczach drużyny Tygrysów Malajskich w Grupie B na Sabah Al Salem Stadium w mieście Kuwejt: 16 września 1980 z reprezentacją Korei Południowej (1:1), 18 września 1980 z reprezentacją Kuwejtu (1:3), 20 września 1980 z reprezentacją Zjednoczonych Emiratów Arabskich (2:0) oraz 22 września 1980 z reprezentacją Kataru (1:1). Tygrysy Malajskie zajęły 3. miejsce w Grupie B, kończąc tym samym udział w turnieju, a Soh Chin Aun został wybrany do Drużyny Gwiazd turnieju, będąc tym samym pierwszym zawodnikiem z Azji Południowo-Wschodniej, który otrzymał taki zaszczyt.
Ostatni mecz w reprezentacji Malezji rozegrał 18 października 1984 roku w Kalkucie w wygranym 4:1 meczu eliminacyjnym Pucharu Azji 1984 z reprezentacją Jemenu.
Na arenie międzynarodowej rozegrał łącznie ponad 250 meczów (nie tylko w reprezentacji Malezji). W 11 lutego 1999 roku został wprowadzony przez AFC do Klubu Stulecia AFC.

### Igrzyska olimpijskie
Rozegrał także 21 mecze w kwalifikacjach do turnieju olimpijskiego oraz 3 mecze w turnieju głównych, które nie są uznawane przez FIFA jako mecze oficjalne. W turnieju eliminacyjnym igrzysk olimpijskich 1972 w Seulu, rozgrywanego w dniach od 23 września 1971 roku do 4 października 1971 roku oraz wygranego przez drużynę Tygrysów Malajskich, która uzyskała tym samym awans do turnieju głównego w Monachium, Soh Chin Aun był najmłodszym zawodnikiem drużyny Tygrysów Malajskich. Na turnieju zagrał we wszystkich 4 meczach drużyny Tygrysów Malajskich w Grupie A: 27 sierpnia 1972 roku na Stadionie Olimpijskim w Monachium z olimpijską reprezentacją RFN (0:3) oraz dwukrotnie na ESV-Stadion w Ingolstadt: 29 sierpnia 1972 roku z olimpijską reprezentacją Stanów Zjednoczonych (3:0) oraz 31 sierpnia 1972 roku z reprezentacją Maroka (0:6). Tygrysy Malajskie zajęły 3. miejsce w Grupie A, kończąc tym samym udział w turnieju.
Tygrysy Malajskie zakwalifikowały się również do turnieju olimpijskiego 1980 w Moskwie, jednak władze Malezji zbojkotowały igrzyska olimpijskie 1980 z powodu ataku Armii Radzieckiej na Afganistan. Jednak ze względu na spory udział Soh Chin Auna w zakwalifikowaniu się do tego turnieju, został on odznaczony przez króla Malezji, Ahmada Shaha Orderem Obrońcy Królestwa.

## Statystyki

### Reprezentacyjne
| Reprezentacja        | Rok     | Mecze | Gole |
| -------------------- | ------- | ----- | ---- |
| Malezja              | 1969    | 3     | 0    |
| Malezja              | 1970    | 12    | 0    |
| Malezja              | 1971    | 15    | 1    |
| Malezja              | 1972    | 13    | 3    |
| Malezja              | 1973    | 20    | 1    |
| Malezja              | 1974    | 12    | 0    |
| Malezja              | 1975    | 19    | 0    |
| Malezja              | 1976    | 13    | 2    |
| Malezja              | 1977    | 17    | 1    |
| Malezja              | 1978    | 16    | 0    |
| Malezja              | 1979    | 17    | 1    |
| Malezja              | 1980    | 13    | 1    |
| Malezja              | 1981    | 8     | 1    |
| Malezja              | 1982    | 0     | 0    |
| Malezja              | 1983    | 4     | 1    |
| Malezja              | 1984    | 13    | 1    |
| Łącznie              | Łącznie | 195   | 13   |
| Malezja (olimpijska) | 1971    | 4     | 0    |
| Malezja (olimpijska) | 1972    | 3     | 0    |
| Malezja (olimpijska) | 1976    | 3     | 0    |
| Malezja (olimpijska) | 1980    | 6     | 0    |
| Malezja (olimpijska) | 1983    | 4     | 0    |
| Malezja (olimpijska) | 1984    | 4     | 0    |
| Łącznie              | Łącznie | 24    | 0    |

### Gole w reprezentacji
| Malezja | Malezja    | Malezja                                | Malezja           | Malezja | Malezja                |
| Lp.     | Data       | Stadion                                | Przeciwnik        | Wynik   | Turniej                |
| ------- | ---------- | -------------------------------------- | ----------------- | ------- | ---------------------- |
| 1.      | 22.05.1971 | Bangkok                                | Brunei            | 8:0     | El. Pucharu Azji 1972  |
| 2.      | 29.07.1972 | Stadium Merdeka, Kuala Lumpur          | Korea Południowa  | 1:2     | Pestabola Merdeka 1972 |
| 3.      | 20.09.1972 | Seul                                   | Republika Khmerów | 1:0     | President's Cup 1972   |
| 4.      | 22.09.1972 | Seul                                   | Tajlandia         | 1:1     | President's Cup 1972   |
| 5.      | 28.07.1973 | Stadium Merdeka, Kuala Lumpur          | Republika Khmerów | 1:0     | Pestabola Merdeka 1973 |
| 6.      | 12.08.1976 | Stadium Merdeka, Kuala Lumpur          | Indie             | 5:1     | Pestabola Merdeka 1976 |
| 7.      | 20.08.1976 | Stadium Merdeka, Kuala Lumpur          | Japonia           | 2:2     | Pestabola Merdeka 1976 |
| 8.      | 29.07.1977 | Stadium Merdeka, Kuala Lumpur          | Indonezja         | 5:1     | Pestabola Merdeka 1977 |
| 9.      | 09.05.1979 | Bangkok                                | Korea Północna    | 1:1     | El. Pucharu Azji 1980  |
| 10.     | 02.11.1980 | Stadium Merdeka, Kuala Lumpur          | Maroko            | 1:2     | Pestabola Merdeka 1980 |
| 11.     | 17.04.1981 | Stadium Merdeka, Kuala Lumpur          | Singapur          | 1:2     | Ovaltine Cup           |
| 12.     | 19.09.1983 | Sultan Muhammad IV Stadium, Kota Bharu | Nepal             | 7:0     | Pestabola Merdeka 1983 |
| 13.     | 03.04.1984 | Christchurch                           | Nowa Zelandia     | 1:6     | Mecz towarzyski        |

## Sukcesy

### Zawodnicze
FA Selangor
- Puchar Malezji: 1971, 1972, 1973, 1975, 1976, 1978

Malakka United
- Mistrzostwo Malezji: 1983

Reprezentacyjne
- Brązowy medal igrzysk azjatyckich: 1974
- Złoty medal igrzysk Azji Południowo-Wschodniej: 1977, 1979
- Pestabola Merdeka: 1973, 1974, 1976, 1979
- Puchar Króla Tajlandii: 1972, 1978
- Jakarta Anniversary Tournament: 1970

### Indywidualne
- Drużyna Gwiazd Pucharu Azji: 1980
- Członek Klubu Stulecia AFC: 1999
- Galeria Sław Rady Olimpijskiej Malezji: 2004[17]
- Galeria Sław AFC: 2014[18]

### Rekordy
- Najwięcej meczów w reprezentacji Malezji: 219
- Pierwszy zawodnik z liczbą 200 meczów w reprezentacji: 219
- Najwięcej meczów w reprezentacji w XXI wieku (1901-2000): 219

### Odznaczenia
- Order Obrońcy Królestwa: 1980
- Order Korony Pahangu: 2000
- Order Sułtana Selangoru: 2016
- Kawaler Komandor Orderu Malakki: 2021

## Po zakończeniu kariery
Soh Chin Aun po zakończeniu kariery piłkarskiej, w 1989 roku przez krótki czas był trenerem Malakki United. 13 marca 2007 roku został szefem komitetu sędziów. W latach 2007–2009 był menedżerem reprezentacji Malezji.
W 2016 roku zaliczył występ cameo w filmie sportowym pt. Ola Bola, w którym wcielił się w rolę Chow Koka Keonga, postaci oparta na nim samym w eliminacjach do igrzysk olimpijskich 1980 w Moskwie.

## Kariera polityczna
Soh Chin Aun próbował swoich sił w polityce, startując w wyborach do Dewan Rakyat (parlament w Malezji) wyborach parlamentarnych 1986 w okręgu Kota Melaka z ramienia Malezyjsko-Chińskiego Stowarzyszenia, jednak z 16 967 głosami (32,92%) przegrał z Lim Guan Engiem (34 573 – 67,08%), startującym z ramienia Partia Akcji Demokratycznej.

### Wyniki wyborcze
| Wybory | Organ        | Okręg       | Komitet wyborczy | Komitet wyborczy                   | Wynik           | Przeciwnik   | Komitet wyborczy | Komitet wyborczy            | Wynik           | Głosy oddane | Frekwencja |
| ------ | ------------ | ----------- | ---------------- | ---------------------------------- | --------------- | ------------ | ---------------- | --------------------------- | --------------- | ------------ | ---------- |
| 1986   | Dewan Rakyat | Kota Melaka |                  | Malezyjsko-Chińskie Stowarzyszenie | 16 967 (32,92%) | Lim Guan Eng |                  | Partia Akcji Demokratycznej | 34 573 (67,08%) | 52 840       | 76,54%     |